# Les Bottières
Les Bottières is een klein skidorp in het Franse wintersportgebied Les Sybelles. Het bevindt zich op zo'n 1300 meter boven zeeniveau op het grondgebied van de gemeente Saint-Pancrace in het departement Savoie. 
Het landelijke gehucht staat op 19e-eeuwse stafkaarten. Na de bouw van een skilift van La Toussuire naar de Grand Truc (2209 m) in 1959, kon er bij voldoende sneeuwval geskied worden via Les Bottières richting Saint-Jean-de-Maurienne. Het gehucht werd in 1975 ingericht als skidorpje met drie sleepliften, waardoor skiërs van en naar La Toussuire konden zonder hun ski's uit te doen. Sinds 2003 is Les Bottières geïntegreerd in het geheel van Les Sybelles. Les Bottières deelt een skipas met La Toussuire en vormt het op één na laagste punt van Les Sybelles. Het skidorp bood in 2014 plaats aan 2265 overnachtende toeristen.
Tijdens de Ronde van de Toekomst 2015 was Les Bottières aankomstplaats van de laatste (berg)etappe.